# Elucidarium
L’Elucidario, noto anche come Dialogus de summa totius Christianae theologiae è il primo degli scritti di Onorio Augustodunense. Fu composto nella sua prima versione tra il 1098 e il 1101 in Inghilterra: la data viene ricavata dall'osservazione che essa risulta già conservata nel 1101 nella biblioteca del monastero benedettino di Blaubeuren, nel Württemberg. Lo scritto ebbe enorme fortuna nel Medioevo: fu tradotto in tutte le lingue del Medioevo occidentale ed è conservato in più di 300 manoscritti. È stato definito da Valerie Flint “il più importante di tutti gli scritti di Onorio”.

## L'opera
Si tratta di un testo in forma dialogica diviso in tre libri, nei quali un discepolo pone una serie di domande al suo maestro. Il primo libro, De divinis rebus, contiene 203 domande con relative risposte concernenti Dio e la trinità, la creazione, il peccato originale, l'incarnazione di Cristo, l'eucaristia, la redenzione. Nel secondo libro, De rebus ecclesiasticis, 106 domande affrontano problemi quali la provvidenza, il male, i sacramenti, la morte, gli angeli e i demoni. Nel terzo, De futura vita, 122 domande chiedono lumi sulla vita futura, sul paradiso, sull'inferno, sul purgatorio, sull'anticristo, sul giudizio universale e sulla risurrezione.
In generale, le discussioni e le conclusioni sono didattiche e semplici. Le fonti da cui le riflessioni prendono spunto sono di due tipi: da una parte Onorio utilizza parte del materiale in uso per l’esegesi biblica, tra cui emergono Ambrogio, Gerolamo, Agostino, Cassiodoro e Boezio; dall’altra insegnamenti teologici di autori moderni. È evidente l’influenza di Giovanni Scoto Eriugena e del suo De divisione naturae, ma soprattutto della dottrina di uno dei suoi maestri: Anselmo d’Aosta. Onorio inserisce quest’ultimo tra i moderni magistri e ritiene le sue opinioni meritevoli dell’autorità riservata ai padri della Chiesa. Tra gli scritti anselmiani, Onorio sembra essere particolarmente interessato al Cur Deus homo nella composizione del suo Elucidarium. 
Il contenuto dell’opera è molto chiaro e denso; non è un obbiettivo semplice quello di semplificare le posizioni teologiche di Anselmo ma alla fine il risultato è efficace. Onorio costruisce un’opera partendo da fondamenta molto complesse ma riesce nel suo obbiettivo di risultare comprensibile, in virtù del fine pedagogico che sta alla base di questo e altri suoi scritti. 
Come Anselmo, Onorio apre il testo con una breve introduzione nella quale spiega le circostanze in cui ha prodotto il suo lavoro ed esprime le sue intenzioni, una pratica che utilizza anche nei suoi commenti esegetici. Onorio afferma nell’introduzione che componendo questo testo egli spera di lasciare alla posterità questioni che sono già state dibattute oralmente, e che quando saranno lette, risulteranno un documento utile agli uomini del futuro e gradito a Dio. Il testo è didattico e dogmatico, intende spiegare in termini semplici tutti i più importanti principi della fede cristiana. In questo senso possiamo considerare l'Elucidarium un’opera enciclopedica.

### Attribuzione
I critici sono stati a lungo in dubbio sulla paternità dell'Elucidarium: una parte della critica lo ha attribuito ad Anselmo, sotto il cui nome fu stampato nel 1560 a Parigi, ristampato nello stesso formato nel 1586 a Liegi e poi inserito in tutte le edizioni tra le sue opere; altri studiosi lo hanno attribuito ad Agostino. Altri ancora lo ascrivono all’opera di Abelardo o di Guiberto di Nogent ed è anche stato attribuito a Guglielmo di Coventry, un carmelitano del XIV secolo. Ma i dubbi sulla paternità di Onorio scompaiono quando si guarda alla nota che egli dà nell’elenco citato dei suoi scritti: dice di averlo diviso in tre libri, il primo dei quali riguarda Gesù Cristo, il secondo la Chiesa, il terzo la vita futura. Ebbene questa è proprio la divisione dell'Elucidarium. È vero anche, però, che si vede qualche leggera differenza di principio tra questo scritto e gli altri usciti dalla penna di Onorio; tuttavia è necessario ricordare che questo fu il primo tentativo di scrittura di uno scolaro, il giovane Onorio, che, su richiesta dei suoi compagni, si azzardò a scrivere il risultato di ciò che aveva appreso fino a quel momento.

## Tradizione manoscritta
L'Elucidarium grazie allo straordinario successo ottenuto sia al tempo di Onorio sia successivamente, conta una grandissima quantità di testimoni disseminati nei centri religiosi maggiori di tutta Europa. La concentrazione maggiore di manoscritti si trova in Germania e Inghilterra: questo dato non sorprende visto che questi due paesi sono quelli in cui Onorio ha probabilmente trascorso maggior parte della sua vita. La sovrabbondanza di testimoni inglesi è giustificata dal fatto che proprio a Canterbury si pensa (secondo Valerie Flint) che egli abbia composto una prima versione dell'Elucidarium.

## Edizioni
- PL 172, 1109-176D
- Beati Lanfranci archiepiscopi Cantuariensis Opera quae supersunt omnia, ed. John Allen Giles, voll. 2, Oxford 1844 (attribuito a Lanfranco di Canterbury)
- L'Elucidarium et les lucidaires, ed. Yves Lefèvre, Paris 1954 (traduzione in francese)